# Gayton (Merseyside)
Gayton es una aldea en la Península de Wirral, Inglaterra, ubicada entre Heswall y Parkgate. Es parte de la municipio metropolitano de Wirral y está situada en el distrito electoral parlamentario del Sur de Wirral. En el  Censo 2001, la población se situaba en 3.110 habitantes.

## Historia
El nombre es de origen Vikingo, derivado del Antiguo Nórdico Geit-tún, que significa 'granja de cabra'.
Originalmente formaba parte de la Heswall en el Wirral Hundred, con los caseríos de Dawstone y Oldfield, también se incluye como parte de Gayton. La población de la aldea era de 100 en 1801, 144 en 1851, 180 en 1901 y 832 en 1951.
Antes de la reorganización del gobierno local el 1 de abril de 1974, fue parte del Distrito Urbano Wirral en el país de Cheshire.
El molino de viento Gayton, construido de piedra arsénica y la fábrica más antigua de la torre, dejaron de funcionar 1875. Se han convertido en una residencia privada.

## Transporte

### Ferrocarril
La estación de ferrocarril más cercana a Gayton es la Heswall.

### Autubús
Los servicios operan en el área de Gayton, a partir de diciembre de 2008:
| Número  | Ruta                               | Operador                                | Días de Operación               |
| ------- | ---------------------------------- | --------------------------------------- | ------------------------------- |
| 22/22A  | Caldy-Chester                      | AVON Buses                              | Lunes-Sábado                    |
| 77      | Heswall Shore-Woodside             | AVON Buses                              | Lunes- Sábado                   |
| 85      | Heswall-Mill Park                  | AVON buses                              | Monday-Saturday                 |
| 113     | Heswall-Nuevos Transbordadores     | A1A Viaje                               | Lunes-noches de los sábados     |
| 174     | Lower Village-Heswall              | Eazibus (Lun-Vi) y Viaje A2B (Sáb)      | Lunes-Sábado                    |
| 186     | Eastham Ferry-Leasowe              | AVON Buses                              | Tades-Noches y domingos         |
| 272/273 | Hooton/Neston-Arrowe Park Hospital | Helms Coaches (Lun-Sab) y Eazibus (Dom) | Lunes-Sábado                    |
| 471/472 | Barnston-Liverpool                 | Arriva North West                       | Lunes-horas pico de los viernes |